# خانه رستم برهانی‌نژاد
خانه رستم برهانی نژاد مربوط به اواخر دوره قاجار است و در شهرستان گرگان، بخش مرکزی، دهستان روشن آباد، روستای کفشگیری واقع شده و این اثر در تاریخ ۲۲ آبان ۱۳۸۶ با شمارهٔ ثبت ۲۰۰۴۶ به‌عنوان یکی از آثار ملی ایران به ثبت رسیده است.